# Самміт Тауншип (округ Кроуфорд, Пенсільванія)
Самміт Тауншип (англ. Summit Township) — селище (англ. township) в США, в окрузі Кроуфорд штату Пенсільванія. Населення — 1895 осіб (2020).

## Демографія
Згідно з переписом 2010 року, у селищі мешкало 2027 осіб у 880 домогосподарствах у складі 588 родин. Було 1355 помешкань
Расовий склад населення:
| - 97,8 % — білих - 0,6 % — чорних або афроамериканців - 0,3 % — азіатів - 0,1 % — вихідців з тихоокеанських островів - 0,1 % — корінних американців |

До двох чи більше рас належало 1,0 %. Частка іспаномовних становила 0,7 % від усіх жителів.
За віковим діапазоном населення розподілялося таким чином: 19,8 % — особи молодші 18 років, 63,0 % — особи у віці 18—64 років, 17,2 % — особи у віці 65 років та старші. Медіана віку мешканця становила 46,6 року. На 100 осіб жіночої статі у селищі припадало 108,1 чоловіків;  на 100 жінок у віці від 18 років та старших — 106,9 чоловіків також старших 18 років.
Середній дохід на одне домашнє господарство  становив 66 374 долари США (медіана — 54 375), а середній дохід на одну сім'ю — 68 514 долари (медіана — 59 643). Медіана доходів становила 54 239 доларів для чоловіків та 31 111 долар для жінок. За межею бідності перебувало 9,4 % осіб, у тому числі 9,3 % дітей у віці до 18 років та 3,9 % осіб у віці 65 років та старших.
Цивільне працевлаштоване населення становило 968 осіб. Основні галузі зайнятості: виробництво — 24,8 %, освіта, охорона здоров'я та соціальна допомога — 16,5 %, роздрібна торгівля — 13,9 %.